# Общее решение дифференциального уравнения
Общее решение дифференциального уравнения — функция наиболее общего вида, которая при подстановке в дифференциальное уравнение вида
{\displaystyle F(x,\;y,\;y',\;y'',\;\ldots ,\;y^{(n)})=0,}
обращает его в тождество.
Если каждое решение дифференциального уравнения представимо в виде:
{\displaystyle y=\varphi (x,\;C_{1}^{0},\;C_{2}^{0},\;\ldots ,\;C_{n}^{0}),}
где {\displaystyle C_{1}^{0},\;\;C_{2}^{0},\;\;\ldots ,\;\;C_{n}^{0}} — конкретные числа, то функция вида
{\displaystyle y=\varphi (x,\;C_{1},\;C_{2},\;\ldots ,\;C_{n})}
при всех допустимых значениях параметров (произвольных констант) {\displaystyle C_{1},\;\;C_{2},\;\;\ldots ,\;\;C_{n}} называется общим решением дифференциального уравнения.